# Kemistry & Storm
Kemistry & Storm war ein britisches DJ-Duo im Drum and Bass, bestehend aus Kemistry (Valerie Olukemi A Olusanya, 1963–1999) und Storm (Jane Conneely). Zusammen mit Goldie gründeten sie das Label Metalheadz und erfuhren weltweite Beachtung als weibliche DJs in einer männlich-dominierten Musikszene.
Kemistry und Storm lernten sich am College in Northampton kennen und trafen sich später in London wieder. Anfang der 1990er Jahre beschlossen sie, als DJ-Team aufzutreten. Zusammen mit Goldie leiteten sie für zweieinhalb Jahre das Metalheadz-Label, ehe sie sich lossagten und auch mit anderen Labels zusammenarbeiteten. Ihr bekanntester Tonträger blieb ihr Mix-Album aus der Reihe DJ-Kicks des Studio K7 im Jahr 1999.
Am frühen Morgen des 25. April 1999 kam Kemistry bei einem Verkehrsunfall ums Leben. Sie wurde als Beifahrerin von einem umherfliegenden Markierungsstein getroffen, den ein Lastwagen direkt vor ihr auf der Autobahn Motorway M3 Nähe Winchester löste. Der unerwartete Tod löste weltweit Trauer und Entsetzen in der Szene aus. 
Seit dieser Zeit tritt Storm alleine unter dem Namen DJ Storm auf.